# Bataille de Punta Quemada
 (mars 2016).

En rouge, sur cette carte de la Colombie, est localisé l'actuel département du Cauca, au sud duquel se trouve Punta Quemada.

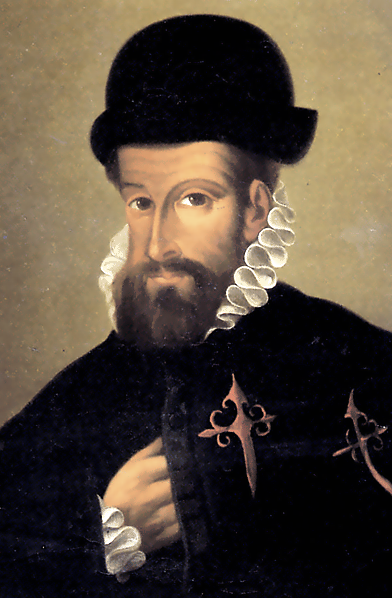
Représentation de Francisco Pizarro en 1540.

La bataille de Punta Quemada, livrée au courant de janvier 1525, fut une rencontre brève mais sanglante entre les conquistadors espagnols menés par Francisco Pizarro et une tribu indigène de l'actuelle Colombie, dans un village du sud de la région du Cauca, dont on pense qu'il était tributaire du nord du royaume andin de Quito, lui-même vassal de l'Empire inca dont il était la capitale septentrionale.
Même si cette bataille a marqué provisoirement la fin de la première expédition de Francisco Pizarro le long de la côte du Pacifique, elle n'en a pas moins constitué une étape cruciale pour la découverte et la conquête de l'Empire inca par l'Espagne.

## Déroulement des évènements

### Avant le débarquement
Pendant plusieurs semaines avant de débarquer à Punta Quemada, au sud de la région du  Cauca, Pizarro et sa troupe avaient, tant sur mer que sur terre, progressé de façon constante vers le sud le long de ce qui est maintenant la côte colombienne, supportant à la fois l'hostilité du terrain et les dangers des tempêtes tropicales. La faim et la fatigue s'étaient unies pour ravager le groupe, causant plusieurs morts et laissant de nombreux hommes au bord de l'épuisement ; seuls le charisme personnel de Pizarro et l'appât du gain pour les richesses du nouveau monde avaient empêché l'équipage de sombrer dans la révolte et le désespoir.

### Arrivée des Espagnols au village
Ayant atteint Punta Quemada, Pizarro, menant ses hommes à l'intérieur des terres sur un terrain exceptionnellement agréable, avait découvert et occupé un grand village indigène, dont les habitants, selon toute apparence, avaient fui terrorisés à la vue de ces hommes barbus et couverts d'armures. Sans perdre de temps les hommes de Pizarro fouillèrent les huttes à la recherche de nourriture et d'objets de valeur ; ils revinrent chargés de ravitaillement et d'une petite quantité d'or. Ravi de la chance d'avoir établi ses quartiers dans une position facile à défendre, et conscient que son navire bien éprouvé, qu'il avait laissé sur le rivage, ne serait guère capable de le mener beaucoup plus loin, Pizarro choisit de faire retourner un contingent à Panama sous les ordres du lieutenant Montenegro pour faire faire des réparations et apporter du ravitaillement pendant que ses propres troupes garniraient les remparts du village et attendraient l'arrivée de Diego de Almagro, dont on pensait qu'en suivant le chemin de Pizarro il arriverait bientôt avec ses troupes.
Mais les Quitians étaient des guerriers farouches et, contrairement à ce que croyaient les Espagnols, ils n'avaient abandonné leur village que pour mettre en sécurité leurs femmes et leurs enfants. Armés d'arcs, de frondes et de lances, ils avaient surveillé de près les envahisseurs et, sans être vus, s'étaient rassemblés dans la jungle pour préparer une attaque.

### La bataille
La colonne de Montenegro, la plus vulnérable des deux parties de l'armée de Pizarro, tomba dans une embuscade des Quiténiens alors qu'elle sortait de la jungle au feuillage épais et débouchait sur les contreforts des Andes, où les flèches et d'autres projectiles pouvaient les atteindre sans encombre. Un cri de guerre des quiténienns impressionna les Espagnols, et fut suivi d'une volée drue de flèches et de pierres. Pris de panique et de confusion, les espagnols commencèrent à se replier quand les indigènes coururent droit sur eux. 
Montenegro, ayant rallié ses hommes, ordonna de tirer en rafale sur les quiténiens qui s'approchaient. Les carreaux des arbalètes déchiquetèrent les indigènes qui chargeaient, puis les Espagnols, brandissant leurs épées, lancèrent une contre-attaque furieuse, massacrant les quiténiens dépourvus d'armure et les renvoyant en déroute vers les collines. 
Les quiténiens avaient mis au point une attaque du même genre contre le camp de Pizarro et ils se ruèrent sur le village, après avoir fait pleuvoir une grêle de projectiles sur les défenseurs. Selon Prescott, Pizarro était d'une humeur trop audacieuse et trop combative pour rester à l'abri de murs sous les projectiles ennemis, il se porta au-devant de ceux qui le menaçaient, entraînant ses hommes dans une charge farouche qui surprit les indigènes et commença à les mettre en fuite. Mais Pizarro, trop soucieux de son panache, avait fait remarquer que c'était lui le chef, et les guerriers ennemis, saisissant l'occasion, lancèrent une grêle de projectiles avant de fondre sur lui avec une vigueur nouvelle. Il fallut, devant la férocité de l'assaut, que Pizarro se battît furieusement pour repousser les indigènes à la pointe de l'épée , mais fut malgré tout blessé à plusieurs reprises.
Montenegro, craignant pour son chef, avait ordonné de revenir immédiatement vers le camp ; il apparut soudain au bord de la crête et fondit sur l'arrière de la troupe quiténienne, ce qui brisa son courage. Incapable de faire face à cette menace nouvelle, les indigènes s'enfuirent dans la jungle.

### Conséquences
Les conquistadors s'étaient rendu compte que le village était bien moins facile à défendre qu'ils n'avaient supposé ; craignant un retour offensif des ennemis et incapable de continuer vers le sud par la mer, Pizarro, qui avait reçu pas moins de sept blessures, préféra mettre fin à son expédition à Punta Quemada.